# Diaphananthe millarii
Diaphananthe millarii là một loài thực vật có hoa trong họ Lan. Loài này được (Bolus) H.P.Linder mô tả khoa học đầu tiên năm 1989.